# Программная археология
Программная археология — дисциплина, изучающая слабо документированное или недокументированное унаследованное программное обеспечение, в целях его сопровождения. Программная археология включает в себя обратную разработку приложений, использование специальных инструментальных средств и технологических процессов для извлечения и понимания структуры кода, восстановления замысла его разработчиков. Программная археология помогает обнаружить проблемы, связанные с неудачной архитектурой приложения и отмершим (неиспользуемым) кодом. Термин используется уже несколько десятилетий и отражает следующую метафору: разработчик, читающий код унаследованного программного обеспечения, ощущает себя так же, как и археолог, исследующий памятники древней цивилизации.

## Инструменты и методы
В 2001 году на конференции OOPSLA секция программной археологии определила следующие инструменты и методы программной археологии, некоторые из которых относятся к объектно-ориентированному программированию:
- Скриптовые языки для создания статических отчетов и фильтрации отладочного вывода
- Изучение существующей сопровождающей документации в формате HTML, PDF, CHM, MSHC или Wiki
- Создание сопровождающей документации на API (Javadoc, doxygen), добавление документирующих комментариев в кодовую базу приложения
- Сигнатурный анализ, статистический анализ, инструменты для визуализации ПО
- Инструменты обратной разработки
- Отслеживание системных вызовов (truss, strace)
- Инструменты для поиска ключевых слов в файлах
- Использование интегрированной среды разработки (IDE) для просмотра, поиска и редактирования файлов кода приложения
- Платформы для модульного тестирования (JUnit, CppUnit)
- Отладчики и профилировщики

В целях систематической трассировки вызовов функций без широкомасштабного редактирования кодовой базы исследуемого приложения можно успешно применять аспектно-ориентированное программирование (например, AspectJ для Java, MrAdvice для C# .NET), разработав аспектные классы для получения средствами рефлексии информации о состоянии стека вызовов, отфильтровывания из него нужной информации и записи её в журнальный файл или окно протокола работы (т. н. лога) приложения.
При сопровождении экспертной системы важным источником информации о логике её работы являются сообщения подсистемы объяснений.
Энди Хант и Дейв Томас указывают на важность использования системы контроля версий, контейнера управления зависимостями, инструментов индексирования текста (GLIMPSE, SWISH-E) и «[составления] карты исследования».
Подобно настоящей археологии, программная археология предполагает исследовательскую работу для понимания мыслительных процессов предшественников. На секции OOPSLA Уорд Каннингем предложил так называемый «синоптический сигнатурный анализ», который дает в первом приближении понимание «духа» программы путём показа разработчику только лишь пунктуации кода (двоеточия, операторные скобки). Также Каннингем предложил рассматривать программы, напечатанные минимально возможным шрифтом, для понимания общей структуры программы.
Методы сетевого и временно́го анализа, расширение Git Archaeology для Microsoft Visual Studio могут помочь обнаружить шаблоны совместной деятельности разработчиков унаследованного ПО, которые, в свою очередь, могут пролить свет на силы и слабости получившегося в итоге кода.
Майкл Розлог из Embarcadero Technologies описал программную археологию как процесс из шести шагов, который позволяет разработчикам ответить на такие вопросы: «Что досталось мне в наследство?» и «В каких местах этот код ужасен?» Эти шаги, как и обнаруженные секцией OOPSLA, включая визуализацию кода для понимания архитектуры приложения, используют метрики программного обеспечения для поиска нарушений принципов проектирования и стиля программирования, модульное тестирование и профилирование для поиска дефектов ПО (т. н. багов) и узких мест в производительности, а также сбор информации о структуре приложения, восстановленной в процессе программно-археологических раскопок. Программная археология может также быть услугой, предоставляемой штатным разрабочикам внешними консультантами.

Митч Розенберг (InfoVentions.net) утверждает, что «первый закон программной археологии» звучит так:
Оно здесь находится не просто так, и причина может быть одна из трёх:
1. Оно должно было быть здесь, но уже не должно.
2. Ему не нужно было быть здесь, а программист, написавший это, не ведал, что творил.
3. Оно всё еще должно быть здесь, и это Вы не ведаете, что творите.

Следствие этого «закона»: пока причина неизвестна, не следует изменять код (или данные)